# Орзиљијади (Вибо Валенција)
Орзиљијади је насеље у Италији у округу Вибо Валенција, региону Калабрија.
Према процени из 2011. у насељу је живело 93 становника. Насеље се налази на надморској висини од 221 м.